# Rhizorhagium antarcticum
Rhizorhagium antarcticum är en nässeldjursart som först beskrevs av Sydney John Hickson och Gravely 1907.  Rhizorhagium antarcticum ingår i släktet Rhizorhagium och familjen Bougainvilliidae.
Artens utbredningsområde är Södra Ishavet. Inga underarter finns listade i Catalogue of Life.